# Jack in the Box
Jack in the Box — американська мережа ресторанів швидкого харчування, заснована 21 лютого 1951 року Робертом Пітерсоном в Сан-Дієго, Каліфорнія. В даний час в мережі понад 2200 ресторанів, в основному на Західному узбережжі США.
В асортимент продукції входять гамбургери, чізбургери, сендвічі, страви з курки, тако, яєчні рулети, салати, десерти.

## Історія
Роберт Пітерсон, до цього вже володів кількома успішними ресторанами. Він відкрив перший ресторан Jack in the Box в 1951 році в Сан-Дієго на головній магістралі, що перетинає місто зі сходу на захід. Ресторан функціонував за принципом обслуговування водіїв автомобілів через вікно за допомогою системи інтеркома. На даху ресторану розташовувався великий клоун Джек в коробці (Jack in the Box), а його зменшена копія розташовувалася поряд з інтеркомом, де перебувала табличка «Потягніть вперед, Джек буде з вами говорити». Дана система швидкого обслуговування водіїв за допомогою системи внутрішнього зв'язку (інтеркома) показала свою ефективність, і ресторан швидко набирав популярність, після чого стали відкриватися нові ресторани. До 1966 року в мережі Jack in the Box було більше 180 ресторанів, в основному в Каліфорнії і на південному заході США.